# Zespół poreperfuzyjny
Zespół poreperfuzyjny (ang. post-reperfusion syndrome, ischaemia-reperfusion syndrome) – zespół objawów, które mogą wystąpić po przywróceniu krążenia (reperfuzji) w przejściowo niedokrwionym organie, tkance lub narządzie.
Po raz pierwszy został opisany w 1987 po operacji przeszczepienia wątroby.
W wyniku niedokrwienia dochodzi do uszkodzenia komórek śródbłonka, które powoduje wzmożoną przepuszczalność naczyń krwionośnych, kwasicę metaboliczną, spadek stężenia wapnia.
Natomiast przywrócenie krążenia doprowadza do powstania stresu oksydacyjnego i reakcji zapalnej.
Zespół poreperfuzyjny może wystąpić w każdym przypadku niedokrwienia i następowego powrotu tego krążenia. Jego wystąpienie zostało opisane w takich wypadkach jak transplantacja organu,
przywrócenie krążenia w wyniku leczenia operacyjnego lub zastosowania leku trombolitycznego (np. streptokinaza), spadku ciśnienia tętniczego, wyrażonego jako średnie ciśnienie tętnicze o 30%, w trakcie zabiegu operacyjnego lub w wyniku rozwoju wstrząsu.
Szczególną postacią zespołu poreperfuzyjnego jest zespół porewaskularyzacyjny zwany także zespołem rewaskularyzacji (zespół po przywróceniu krążenia) - zespół objawów klinicznych
występujących po przywróceniu krążenia w przypadku ostrego niedokrwienia (najczęściej kończyny) w momencie gdy doszło do zaawansowanych zmian degeneracyjnych w mięśniach. Zespół rewaskularyzacji pojawia się najczęściej w przypadku przywrócenia krążenia w kończynie znajdującej się w III stopniu ostrego niedokrwienia. Częstotliwość jego występowania wzrasta wraz z
masą niedokrwionych tkanek (głównie mięśni) oraz z czasem, który minął od zatrzymania dopływu krwi. Skutkami zespołu jest hiperkaliemia, mogąca doprowadzić do migotania komór i
zatrzymania krążenia oraz ostra niewydolność nerek. W niedokrwionej kończynie dochodzi do wtórnych zakrzepów na skutek uszkodzenia śródbłonka naczyń.
Zmiany lokalne w obrębie kończyny przebiegają z masywnym obrzękiem kończyny (który powoduje ucisk naczyń krwionośnych i nasila zaburzenia krążenia), silnym bólem, wzmożeniem napięcie mięśni
kończyny i wystąpieniem plamistego zasinienie skóry. Ta postać zespołu reperfuzji zwana jest także zespołem przedziałów powięziowych. W leczeniu konieczne jest przecięcie powięzi kończyny (fasciotomia) celem obniżenia ciśnienia w obrębie przedziałów powięziowych i zmniejszenie ryzyka amputacji.
W celu zapobiegania wystąpienia zespołu poreperfuzyjnego konieczne jest odpowiednie przygotowanie do operacji i odpowiednie prowadzenie znieczulenia. Konieczne jest odpowiednie nawodnienie chorego,
wyrównanie zaburzeń gospodarki wodno-elektrolitowej, wymuszanie diurezy, stosowanie heparyny. Korzystne jest też stosowanie N-acetylocysteiny i hipotermii. Niektórzy podejrzewają, że hipotermia zmniejsza zarówno śródczaszkowe ciśnienie jak i produkcję wolnych rodników i dlatego poprawia rokowanie u pacjentów po zatrzymaniu przepływu krwi do mózgu.